# 田辺近在二十四ヶ所地蔵尊御詠歌
田辺近在二十四ヶ所地蔵尊御詠歌（たなべきんざいにじゅうよんかしょじぞうそんごえいか）とは、和歌山県田辺市の地域にまつられている地蔵菩薩と対で存在している御詠歌である。

## 解説
田辺市上秋津に二十四ヶ所の地蔵菩薩が祀られており、同地域では地蔵盆には子供にお餅やお菓子を配る風習がある。また葬式などがあった場合はそれぞれの地区で近所の者が集まり、「りん」を鳴らしながらこの御詠歌を順番に謡う習わしも残っている。
田辺近在二十四ヶ所地蔵尊御詠歌の詳細は以下の通りである。

- 一番　　　湊　　　願王殿

　世を渡る　心の船の寄るべこそ　みをつつしてものりの湊に
- 二番　　　新熊野山　　　松雲院

　よろづ世の　松にちぎりて　紫の雲にかがやく　仏の影
- 三番　　　神子浜　　　正法院

　生まれ来て　はては志保古のみ寺こそ　二世の守るちかいたのもし
- 四番　　　敷浦　　　金剛院

　海士だにも　ちかいにもれぬ　水馴棹さすがに浮ぶ敷の浦波
- 五番　　　撃鼓山　　　法輪寺

　法のため　火宅を出づる　小車の我が心より帰る元の身
- 六番　　　西の谷　　　万福寺

　よろづ世も　変らぬ法の　さいわいは　よむぎが島に建る古寺
- 七番　　　山崎　　　経塚

　山崎に行きかう人を　松影に　深き誓いは　誰が洩るべき
- 八番　　　皆廻　　　善入庵

　頼み置く　六つの仏の　六つの道などか　誓いの空しかるべき
- 九番　　　下三栖　　　岩屋

　いなせとも　言わぬ岩屋の　岩根踏みいでいかならぬ　祈るいとなみ
- 十番　　　三栖　　　知法寺

　開けいる　心の花の三栖山の　己れと知るや　み法なるらん
- 十一番　　　中万呂　　　平善福寺

　ここいるも　上の平をねがふには　善きさいわいとなりやかわらん
- 十二番　不明

- 十三番　　　万呂　　　大谷地蔵

　有りがたや　法の教に大谷の　薬の草も求め得にけり
- 十四番　　　上秋津　　　白草安養寺

　結び置く　白草山の知るべにて　長き暗路の道は迷わじ
- 十五番　　　上秋津　　　尼ヶ谷地蔵

　尼ヶ谷　清き流れを来てみれば　深くも照らす　月の影かな
- 十六番　　　上秋津　　　木の下宝蔵寺

　後の世を　願う宝は木の下や　み法の蔵に誓い納めん
- 十七番　　　上秋津　　　千鉢地蔵

　十悪や　五逆積りし千鉢の　罪をも誓いなりけり
- 十八番　　　上秋津　　　佐向谷講堂

　もろ人の　蒔き置く種は薄くとも　稔る秋津の深き恵みよ
- 十九番　　　秋津　　　安井光明寺

　迷わじは　秋津の里の月影は　おのずからなる法の燈火
- 二十番　　　秋津青木　　　真福寺

　そのかみの　鐘や鋳ぬらん　神さびて　吹屋平は朽ちぬ名のみぞ
- 二十一番　　　稲成　　　伊作田石風呂地蔵

　名にしおう　石風呂川に澄む水は　心のあかもみがかれやせん
- 二十二番　　　稲成　　　下村　辻蔵

　汲みて知る　誓いをここに下村の　守り久しき伊作田の里
- 二十三番　　　西の谷　　　地蔵寺

　潮後離の　浪に洗へる心こそ　後の世かけて楽しかりけり
- 二十四番　　　目良　　　光明寺

　昔より　目良の仏の名に寄て　拾って帰る子安貝かな
　夕日をば　磯打つ浪のみがきてや　目良の光も明らき寺